# Гнатик Зіновій Романович
Зіновій Романович Гнатик (нар. 27 листопада 1942, Перемишль, Дрогобицька область, УРСР — пом. 27 березня 2003, Львів, Україна) — радянський український футболіст, нападник.

## Життєпис
Народився в місті Перемишль, на той час — Дрогобицька область, УРСР. У дорослому футболі дебютував 1960 року, в команді з обласного центру — «Нафтовик». По ходу сезону призваний на військову службу, яку проходив у львівському СКА та аматорському ЛВВПУ. Також виступав за «Сільмаш», з яким вигравав чемпіонат Львівської області. У 1965 році повернувся до дрогобицького «Нафтовика». Наступний сезон провів у складі миколаївського «Суднобудівника». У 1967 році перейшов до кіровоградської «Зірки», в складі якої виступав переважно за дублюючий складі. За першу ж команду кіровоградців зіграв 2 поєдинки. По ходу сезону підсилив олександрійський [Олександрія (футбольний клуб)|«Шахтар»]], у складі якого зіграв 14 матчів та відзначився 5-а голами. У 1968 році перебрався до Івано-Франківська, де став гравцем місцевого «Спартака». У команді провів два роки. У 1970 році підсилив червоноградський «Шахтар». Після цього за команди майстрів не виступав. У 1971 році виступав за львівський «Сокіл», якому в чемпіонаті УРСР допоміг посісти 4-е місце.
Помер 20 березня 2003 року у Львові.